# ヴェステルノールランド県

ヴェステルノールランド県
Västernorrlands län

ヴェステルノールランド県（ヴェステルノールランドけん、Västernorrlands län）とは、スウェーデンの県の一つで略号はY。スウェーデン北東部に位置し、東側はバルト海に面している。県庁所在地はヘーノーサンド(Härnösand)市。県の面積は2万1684平方キロメートルで、2017年現在の人口は24万6082 人。

## 市
ヴェステルノールランド県には7の市がある。(アルファベット順)
- ヘーノーサンド (Härnösand)
- クラームフォシュ (Kramfors)
- ソレフテオー (Sollefteå)
- スンツヴァル (Sundsvall)
- ティームロー (Timrå)
- オンゲ (Ånge)
- エルンシェルツビク (Örnsköldsvik)

|                                      |
| ヴェステルノールランド県下の市の位置 |